# Москуэро (Нью-Мексико)
Москуэро (англ. Mosquero) — деревня в штате Нью-Мексико (США). Административный центр округа Хардинг. В 2010 году в деревне проживали 93 человека.

## Географическое положение
По данным Бюро переписи населения США деревня имеет площадь 2,6 квадратных километров. Территория Москуэро разделена между двумя округами Сан-Мигель и Хардинг.

## Население
| Год переписи | Нас. |  | %±     |
| ------------ | ---- |  | ------ |
| 1930         | 401  |  | —      |
| 1940         | 742  |  | 85%    |
| 1950         | 583  |  | −21,4% |
| 1960         | 310  |  | −46,8% |
| 1970         | 244  |  | −21,3% |
| 1980         | 197  |  | −19,3% |
| 1990         | 164  |  | −16,8% |
| 2000         | 120  |  | −26,8% |
| 2010         | 93   |  | −22,5% |
| 2016         | 89   |  | −4,3%  |

По данным переписи 2010 года население Москуэро составляло 93 человека (из них 48,4 % мужчин и 51,6 % женщин), в городе было 52 домашних хозяйства и 28 семей. Расовый состав: белые — 84,9 %. 57,0 % имеют латиноамериканское происхождение.
Население деревни по возрастному диапазону по данным переписи 2010 года распределилось следующим образом: 9,7 % — жители младше 18 лет, 1,1 % — между 18 и 21 годами, 46,2 % — от 21 до 65 лет и 43,0 % — в возрасте 65 лет и старше. Средний возраст населения — 61,2 год. На каждые 100 женщин в Москуэро приходилось 93,8 мужчины, при этом на 100 совершеннолетних женщин приходилось уже 100,0 мужчин сопоставимого возраста.
Из 52 домашних хозяйств 53,8 % представляли собой семьи: 36,5 % совместно проживающих супружеских пар (3,8 % с детьми младше 18 лет); 7,7 % — женщины, проживающие без мужей и 9,6 % — мужчины, проживающие без жён. 46,2 % не имели семьи. В среднем домашнее хозяйство ведут 1,79 человек, а средний размер семьи — 2,36 человека. В одиночестве проживали 46,2 % населения, 28,8 % составляли одинокие пожилые люди (старше 65 лет).

## Экономика
В 2017 году из 54 человек старше 16 лет имели работу 31. При этом мужчины имели медианный доход в 31 250 долларов США в год против 43 750 долларов среднегодового дохода у женщин. В 2016 году медианный доход на семью оценивался в 49 375 $, на домашнее хозяйство — в 36 705 $. Доход на душу населения — 16 162 $ в год. 12,5 % от всего числа семей в Москуэро и 37,9 % от всей численности населения находилось на момент переписи за чертой бедности.